# Osmansko-perské války
Osmansko-perské války je souhrnné označení pro válečné konflikty, které probíhaly od 16. do 19. století mezi Osmanskou říší a Íránem, nazývaným v Evropě Perská říše. Příčinou válek byla rivalita těchto dvou mocností jihozápadní Asie, podpořená náboženskými spory mezi příznivci Sunnitského (Turecko) a Ší'itského (Írán) islámu. Bitvy se vedly o území v hraničních oblastech Anatolie, Kavkazu a Mezopotámie.
Prvním konfliktem těchto válek byla bitva na Čaldiránské rovině v roce 1514. Následovalo pak v průběhu staletí mnoho konfliktů, střídaných obdobími míru, kdy byly hranice říší stanoveny mírovými smlouvami. Ty pak byly podkladem pro stanovení hranic mezi moderním Tureckem a Íránem. Od 17. století v regionu vzrůstá moc Ruského carství, pozdějšího impéria, které proti oběma velmocím bojovalo v obdobně táhlých válkách nazývaných rusko-osmanské války a rusko-perské války. Rusko získalo nejdříve území na osmansko-perské hranici na Jižním Kavkazu zejména na úkor Íránu, pak dobylo celý Kavkaz.